# Kaja Nord
Kaja Nord är tulldeckarflickan i böckerna om Kaja av Ester Ringnér-Lundgren. I första boken Kaja och spökbåten är Kaja 14 år och bor vid hamnen i en svensk kuststad. Från sitt rum ser hon inloppet till hamnen och mycket av vad som händer där. Den första boken gavs ut 1962 och serien omfattar 7 titlar. 
Under perioden 1945 till och med 1965 räknas 166 titlar av 1022 flickböcker som renodlade deckarböcker. Deckarböckerna är en del av flickboksutgivningen under denna period och under 1950-talet började serierna växa fram och dominera deckargenren. Oftast var det män som författade dessa böcker men det var i alla fall två kvinnor som gav sig in i deckargenren. Dessa är Margareta Andrén med Gänget i 22:an och Ester Ringnér-Lundgren med serien om Kaja. Dessa serier har ett ”förtroligt tilltal” och en ”ganska gemytlig stämning.” I de amerikanska långserierna om bland annat Kitty Drew, Mary och Lou och Cherry Ames är skurkarna ofta ensidigt onda. I svenska och engelska deckarböcker finns ett större intresse för skurkarnas psykologi och sociala bakgrunder. Dessutom finns det ett tiotal titlar där ingen skurk finns utan berättelsen handlar om att lösa ett mysterium som till exempel att hitta en försvunnen person. Hemligt budskap, Kaja! är en sådan titel.

## Böckerna
Böckerna gavs ut av B. Wahlströms bokförlag och ingår i de rödryggade flickböckerna.
- 1962 – Kaja och spökbåten
- 1963 – Skicka Kaja
- 1964 – Hemligt budskap, Kaja
- 1965 – För fulla segel, Kaja
- 1966 – Kaja och de nio elefanterna
- 1967 – Farlig kurs, Kaja
- 1968 – Kaja och viskande rösten

Kaja och spökbåten gavs även ut som minipocket i B. Wahlströms ungdomspocket som nummer 96.